# Otakar Motejl
Otakar Motejl (10. září 1932 Praha – 9. května 2010 Brno) byl český právník a politik, první předseda Nejvyššího soudu ČR a první český veřejný ochránce práv.

## Život
Otakar Motejl byl vodní skaut, skautský slib složil v 5. pražském oddílu vodních skautů. Vystudoval Právnickou fakultu Univerzity Karlovy v Praze v roce 1955 a poté pracoval jako advokát postupně v Banské Bystrici, v Krupině, v Banské Štiavnici, v Kremnici, v Kladně a v Praze.
V letech 1966 až 1968 působil v Právnickém ústavu Ministerstva spravedlnosti, v letech 1968 až 1970 byl soudcem Nejvyššího soudu, v té době se významně podílel na probíhajících rehabilitacích. Jako advokát hájil lidi nespravedlivě pronásledované komunistickým režimem (v 50. letech i v době normalizace – např. Hanu Marvanovou, Jiřinu Šiklovou nebo členy skupiny The Plastic People of the Universe). 17. listopadu 1989 svážel svým autem zraněné studenty vracející se z demonstrace na Národní třídě do nemocnice. V prosinci 1989 se stal členem komise Federálního shromáždění pro dohled nad vyšetřováním událostí 17. listopadu. V období od 23. ledna 1990 až do 31. prosince 1992 byl předsedou Nejvyššího soudu ČSFR, v letech 1993 až 1998 předsedou Nejvyššího soudu ČR.
V roce 1998 byl jmenován ministrem spravedlnosti, rezignoval o dva roky později v souvislosti s neprosazením reformy českého soudnictví. Dne 12. prosince 2000 byl zvolen prvním veřejným ochráncem práv a v roce 2006 byl Poslaneckou sněmovnou do tohoto úřadu zvolen na dalších šest let.
Motejl po jistém váhání přijal funkci hlavního arbitra v kauze Diag Human, kde měla být určena konečná výše odškodného, které měl český stát zaplatit firmě za neuskutečněné obchody s krevní plazmou. Byl silný kuřák. V roce 2006 se stal Právníkem roku v oboru občanských a lidských práv a v roce 2009 byl v této soutěži uveden do „právnické síně slávy“.

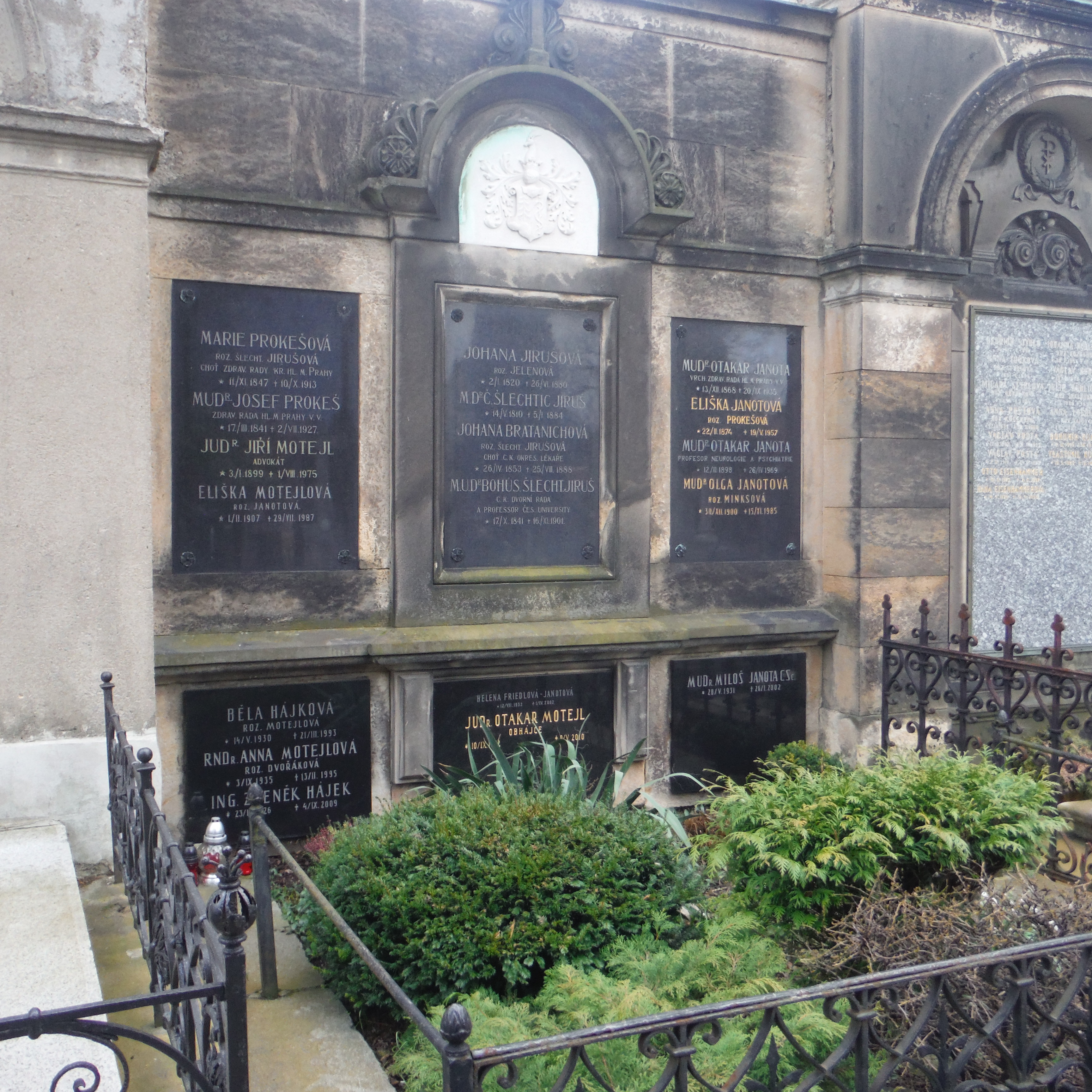
Hrob Otakara Motejla na Vyšehradském hřbitově

Zemřel náhle po krátké nemoci 9. května 2010 po šestnácté hodině ve Fakultní nemocnici Brno. Se souhlasem jeho dcery, Kateřiny Kulíškové, v roce 2010 Nadace Open Society Fund Praha založila Fond Otakara Motejla, který finančně podporuje české neziskové organizace, jež bojují proti korupci a usilují o transparentní a poctivé prostředí v České republice.
Prastrýcem Otakara Motejla byl český farmakolog, lékař a botanik rytíř Bohuslav Jiruš.